# کیلی مک‌کیون
کیلی مک‌کیون (انگلیسی: Kaylee McKeown؛ زادهٔ ۱۲ ژوئیهٔ ۲۰۰۱) شناگر زن اهل استرالیا است.
وی در مسابقات کشوری و بین‌المللی در مجموع برندهٔ ۲ مدال طلا، ۵ مدال نقره، ۱ مدال برنز شده‌است.